# カーター・ホール (ドック型揚陸艦)
| USS Carter Hall approaches USNS Tippecanoe (T-AO-199) for an underway replenishment in the Indian Ocean (7 Oct. 2007). |                                                                                 |
| 艦歴 |                                                                                 |
| 発注 | 1989年12月22日                                                                  |
| 起工 | 1991年11月11日                                                                  |
| 進水 | 1993年10月2日                                                                   |
| 就役 | 1995年9月30日                                                                   |
| 母港 | バージニア州リトルクリーク統合遠征基地                                          |
| 性能諸元 |                                                                                 |
| 排水量 | 軽荷排水量：11,471 t 満載排水量：16,360 t                                       |
| 全長 | 610 ft (185.9 m)                                                                |
| 全幅 | 84 ft (25.6 m)                                                                  |
| 吃水 | 21 ft (6.4 m)                                                                   |
| 機関 | コルト・インダストリーズ製 16気筒ディーゼルエンジン四基 2軸, 33,000shp (25MW)   |
| 最大速度 | 20+ ノット (37+ km/h)                                                           |
| 乗員 | 士官22名、兵員397名                                                             |
| 上陸要員 | 402名、一時的に102名増員可能                                                    |
| 兵装 | 25mm Mk-38機関砲二基 20mm ファランクスCIWS二基 RAMランチャー二基 12.7mm機銃六基 |
| 上陸艇 | LCAC二隻                                                                        |
| モットー: | Working for Peace, Ready for War                                                |

カーター・ホール(USS Carter Hall, LSD-50)は、アメリカ海軍のドック型揚陸艦。ハーパーズ・フェリー級ドック型揚陸艦の2番艦。艦名は1790年代にバージニア州ウィンチェスターに開かれた庭園に因み命名された。その名を持つ艦としては二隻目。

## 艦歴
カーター・ホールは1991年11月11日にルイジアナ州ニューオーリンズのエイボンデール造船所で起工され、1993年10月2日に進水した。1995年9月30日に就役する。
カーター・ホールと最初の乗員達は1997年4月29日に地中海へ六ヶ月に及ぶ最初の配備が行われた。乗員達は11月に UNITAS/ WATC 配備を完了する。
2005年時点でカーター・ホールは揚陸グループ2に所属する。
2023年パレスチナ・イスラエル戦争の発生に伴い強襲揚陸艦バターン、ドック型輸送揚陸艦メサ・ヴェルデと共に紅海沖に派遣された。

## 外部リンク

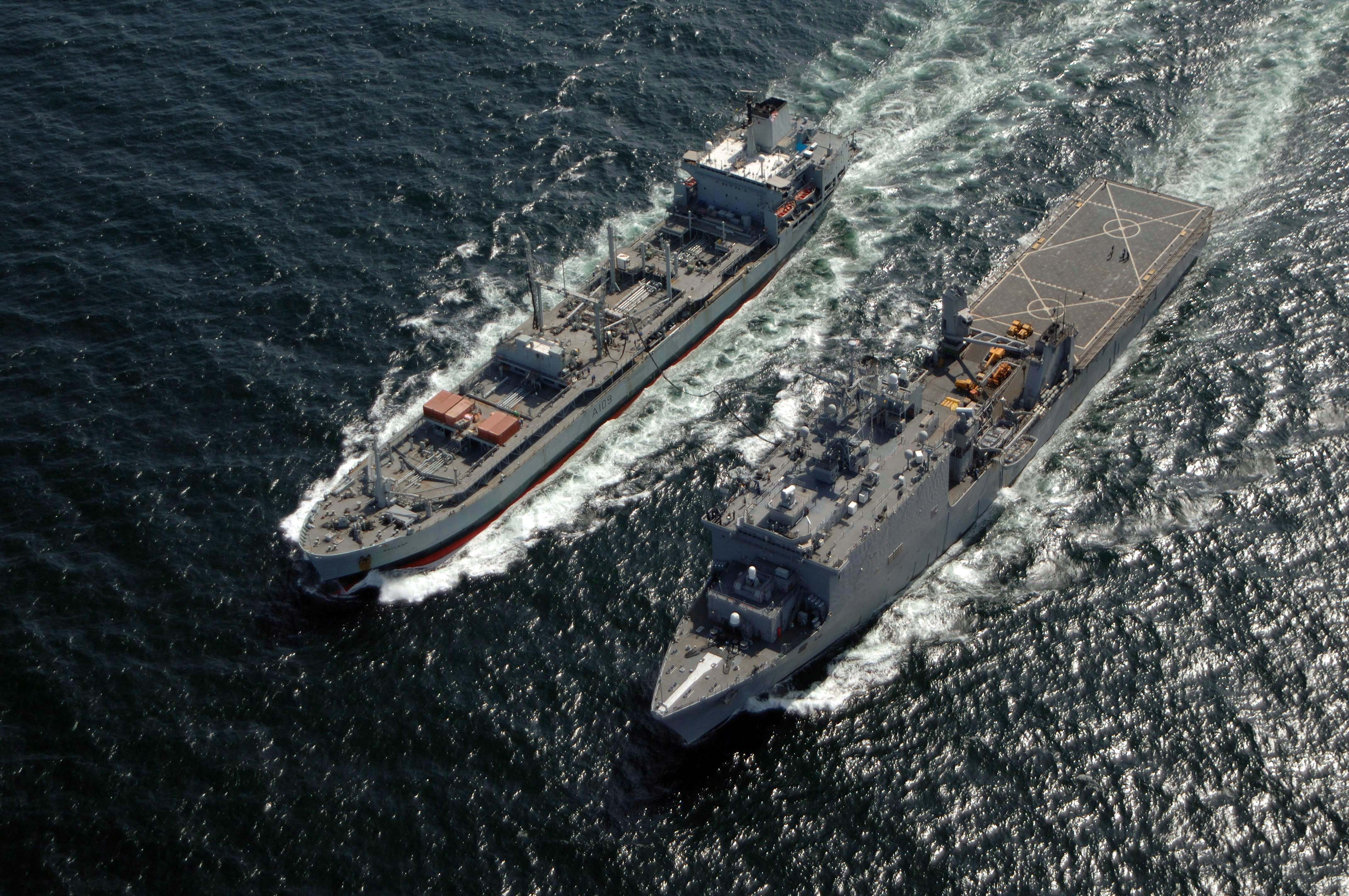
Carter Hall with Royal Fleet Auxiliary Bayleaf